# پسادکتری
پسادکتری یا پست دکتری یا فوق دکتری (به انگلیسی: Postdoctoral research) (به‌طور غیررسمی: Postdoc) به دوره‌ای از تحقیقات گفته می‌شود که محققان بعد از به پایان رساندن تحصیلات و کسب مدرک دکترا یا اعلی درجۀ علمی (مدرک نهایی) معمولاً تا سقف ۵ سال و قبل از یافتن شغل ثابت آکادمیک سپری می‌کنند. در این دوره فرد به عنوان پژوهشگر در دانشگاه‌ها یا مراکز تحقیقاتی مشغول به کار می‌شود؛ با این حال سپری کردن این دوره منجر به دریافت مدرکی به این نام نمی‌گردد.
هدف دوره‌های پسادکتری هرچه عمیق‌تر شدن تخصص و دانش و کسب مهارت‌های لازم تحقیقاتی در موضوعی خاص است. ارائۀ دوره‌های پسادکتری معمولاً به عنوان بخشی از وظایف یک مؤسسۀ دانشگاهی یا تحقیقاتی شمرده شده و همچنین توقع می‌رود که به تولید و چاپ محتوای علمی منجر شود. در برخی از کشورها مانند روسیه و انگلستان ممکن است سطوحی بالاتر از سطح دکترا هم شناخته شود؛ در حالی که در دیگر کشورها اینگونه نبوده و گذراندن این دوره‌ها تنها به صورت سابقه تحقیقاتی در رزومه افراد ثبت می‌گردد. در ایران نیز در برخی از دانشگاه‌ها چنین دوره‌هایی وجود دارد که گاهی از عبارت فوق دکترا برای اشاره به چنین دوره‌هایی استفاده می‌شود.
محقق پسادکتری معمولاً با قراردادی رسمی یا با بورس تحصیلی حمایت مالی می‌شود. در دورۀ پسادکتری معمولاً محقق به صورت مستقل و بر روی موضوعی جداگانه کار می‌کند.